# Vila Alva
Pour les articles homonymes, voir Vila.
Vila Alva est une paroisse civile portugaise (en portugais : freguesia) de la municipalité de Cuba dans le district de Beja.

## Géographie
Vila Alva est située dans le Bas Alentejo, au nord de Cuba.

## Démographie
Lors du recensement de 2021, Vila Alva compte 416 habitants.